# Snowbird Lake
Der Snowbird Lake ist ein See in den Nordwest-Territorien Kanadas.

## Lage
Der Snowbird Lake befindet sich 450 km westlich der Hudson Bay sowie knapp 300 km ostnordöstlich des  Athabascasees. Der See liegt im Südosten der Territorien, nordwestlich des 30 km entfernten Kasba Lake, zu welchem er einen Abfluss besitzt. Die Wasserfläche beträgt 490 km², die Gesamtfläche einschließlich Inseln 505 km².